# Friaren (film)
Friaren (franska: Le Soupirant) är en fransk komedifilm från 1962 i regi av Pierre Étaix.

## Utmärkelser
Filmen vann Louis Delluc-priset 1962.

## Rollista i urval
- France Arnel - Stella
- Pierre Étaix - Pierre
- Denise Péronne - modern
- Claude Massot - fadern
- Laurence Lignères - Laurence
- Karin Vesely - Ilka
- Lucien Frégis - målaren
- Birgitta Juslin - en kvinna